# 2 Wileński Dywizjon Rozpoznawczy
 2 Wileński Dywizjon Rozpoznawczy (OR-2) – jednostka rozpoznawcza Polskich Sił Zbrojnych.
Dywizjon wchodził w skład 2 Dywizji Strzelców Pieszych Wojska Polskiego we Francji.

## Formowanie
Formowany jako Oddział Rozpoznawczy 2 Dywizji Strzelców Pieszych od lutego 1940 w Thnezay.
Pod koniec kwietnia 1940 oddział zmienił nazwę na 2 Wileński dywizjon rozpoznawczy, a jego szwadrony kontynuowały tradycje pułków Wileńskiej Brygady Kawalerii.
Żołnierze nosili proporczyki ogólnokawaleryjskie amarantowo-granatowe, ale z zieloną żyłką (barwa oddziałów rozpoznawczych). Nakryciem głowy były czarne berety.

## Dowódcy dywizjonu
- rtm. dypl. Tadeusz Sokołowski (z 1 Pułku Szwoleżerów Józefa Piłsudskiego, od 1943 w AK)
- ppłk Eugeniusz Święcicki (we wrześniu 1939 zastępca dowódcy 4 pułku Ułanów Zaniemeńskich)

## Skład organizacyjny
- Dowództwo
- szwadron konny im. 13 pułku Ułanów Wileńskich - dowódca: ppor. Zdzisław Sas-Biliński
  - poczet dowódcy (drużyna moździerzy, patrol łączności, trzy motocykle)
  - 4 plutony liniowe – w każdym 1 oficer i 29 szeregowych
    - 2 drużyny (sekcja liniowa i sekcja rkm)

  - pluton ckm (4 Hotchkissy na czterokonnych biedkach, obsługa konna)
  - pluton przeciwpancerny (4 działa, trakcja i obsługa konna)
  - zmotoryzowany pluton gospodarczy
- szwadron motocyklistów im. 4 pułku Ułanów Zaniemeńskich - dowódca: por. Zbigniew Giera
- zmotoryzowany szwadron ckm i broni towarzyszącej im. 23 pułku Ułanów Grodzieńskich - dowódca: ppor. Olgierd Kiersnowski

## Wyposażenie indywidualne
Szeregowi szwadronu konnego byli uzbrojeni we francuskie karabinki oraz w szable lekkiej kawalerii wz. 1822. Szable miały rękojeści z koszem złożonym z trzech kabłąków. Oficerowie, prócz szabel, otrzymali stare rewolwery. Konie - ponad dwieście sztuk - dostał szwadron dopiero 10 maja, siodła zaś dopiero w ostatnich dniach miesiąca.

## Działania zbrojne
10 czerwca dywizjon został przewieziony na front pod Belfort na południe od Wogezów, niedaleko granicy szwajcarskiej. 14 czerwca OR-2 został dołączony do szwadronów konnych Oddziału Rozpoznawczego francuskiego XIII Korpusu i skierowany nad rzekę Saone. Nazajutrz wraz z 5 Małopolskim pułkiem strzelców pieszych osłaniał odwrót francuskiej 3 Armii.
16 czerwca rano szwadron konny dostał zadanie obsadzenia linii opóźniania i zabezpieczenia odejścia szwadronów motorowych. 17 czerwca szwadron wraz z dołączonym działonem ppanc. nawiązał kontakt ogniowy z nieprzyjacielem, likwidując gniazdo cekaemów i biorąc do niewoli trzech niemieckich oficerów z samochodem.
19 czerwca, po odcięciu drogi do Szwajcarii, dokąd wycofywała się 2 DSP, Wileński Dywizjon został rozwiązany. Części oficerów i szeregowych udało się dotrzeć do Szwajcarii. Szwadron konny po siedmiu dniach marszu na niemieckich tyłach, przekroczył granicę szwajcarską niemal w całości. Większość kadry OR-2 przedostała się różnymi drogami do Wielkiej Brytanii, gdzie wcielona została do 1 dywizjonu rozpoznawczego I Korpusu Polskiego.